# SS-Führungshauptamt
Le SS-Führungshauptamt (en français : état-major de la SS) ou SS-FHA, était le siège opérationnel de la SS.
Il était responsable de l'administration des écoles d'officiers, les SS-Junkerschulen, des services médicaux, de la logistique et de la solde. C'était également le quartier général administratif et opérationnel de la Waffen-SS qui était responsable de l'organisation, de l'équipement et de l'ordre de bataille des unités combattantes SS (Waffen-SS).

## Formation
Le SS-Führungshauptamt, qui était sous le commandement du Reichsführer-SS Heinrich Himmler, a été formé en août 1940 à partir de certains départements du SS-Hauptamt (SS-HA) et de l'Allgemeine SS. Ses tâches principales étaient le contrôle opérationnel et administratif de la Waffen-SS, y compris l’élaboration de la politique générale en matière de recrutement et de gestion des besoins en personnel. Il supervisait également le « Kommandoamt der Allgemeine SS » (quartier général de la « SS générale »). Hans Jüttner a été promu au poste de chef d’état-major de la SS-FHA et assura la gestion quotidienne des opérations. Lorsque Himmler quitta ses fonctions de chef du SS-FHA en 1943, Jüttner fut nommé chef du département jusqu'à la fin de la guerre.
Le recrutement des membres de la Waffen-SS a été confié à la SS-HA et à son chef, Gottlob Berger. Cela a entraîné un chevauchement de compétences et des frictions entre les deux branches SS. Mais le  SS-HA de Berger avait une relation problématique avec le SS-FHA, qui était responsable de l'organisation, de la formation et de l'équipement de la Waffen-SS. Les efforts initiaux d' Hans Jüttner pour intégrer les recrues d'Europe occidentale et de Scandinavie étaient insuffisants, l'accent n'étant pas mis sur la formation et la nomination d'officiers et de sous-officiers issus des rangs des nouvelles recrues. Pendant les années de guerre, pour faire face au nombre élevé de victimes et aux besoins d'expansion de la  Waffen-SS, des membres de l'Allgemeine SS et d'autres membres du personnel travaillant pour des organisations SS ont été utilisés pour des campagnes de recrutement obligatoires prévues  par le SS-HA afin de faire face aux besoins en personnel de la Waffen-SS.

## Organisation
Groupe départemental A (Amtsgruppe A) : Organisation, personnel et approvisionnement (Organisation, Personal, Versorgung)
- Amt I - Département de commandement de l'Allgemeine SS (Kommandoamt der Allgemeinen SS)
- Amt II - Département de commandement de la Waffen-SS (Kommandoamt der Waffen-SS)
- Amt III - Chancellerie centrale (Zentralkanzlei)
- Amt IV - Département de l'administration (Verwaltungsamt)
- Amt V - Département du personnel (Personalamt)
- Amt VI - Office de formation pour cavaliers et conducteurs (Reit- und Fahrwesen)
- Amt VII - Office de planification logistique (Nachschubwesen)
- Amt VIII - Département des armes de l'armée de terre (Waffenamt)
- Amt IX - Département du développement technique et mécanique (Technische Ausrüstung und Maschinen)
- Amt X - Administration des véhicules à moteur (Kraftfahrzeugwesen)

Groupe départemental B (Amtsgruppe B) : Entraînement (Ausbildung)
- Amt XI - Formation des officiers (Führer-Ausbildung) et des écoles d'élèves officiers SS (SS-Junkerschulen)
- Amt XII - Formation des sous-officiers (Unterführer-Ausbildung) et écoles de formation des SS hommes du rang (SS-Unterführerschulen)

Groupe départemental C (Amtsgruppe C) : Inspection (Inspektionen)
- Insp. 1 : Inconnu
- Insp. 2 : Troupes d'infanterie et de montagne (Infanterie- und Gebirgstruppen)
- Insp. 3 : Cavalerie (Kavallerie)
- Insp. 4 : Artillerie (Artillerie)
- Insp. 5 : Sapeurs du génie / techniciens (Pioniere / Techniker)
- Insp. 6 : Troupes blindées (Panzertruppen)
- Insp. 7 : Troupes des transmissions (Nachrichtentruppen)
- Insp. 8 : Troupes de maintenance sur le terrain (Feldzeug- und Instandsetzungstruppen)
- Insp. 9 : Troupes d'appui de service (Versorgungstruppen)
- Insp. 10 : Troupes du transport par camions(Kraftfahrparktruppen)
- Insp. 11 : Inconnu
- Insp. 12 : Formations techniques (Technische Lehrgänge)
- Insp. 13 : Artillerie anti-aérienne (Flakartillerie)

Groupe départemental D (Amtsgruppe D) : Division médicale  de la Waffen-SS (Sanitätswesen der Waffen-SS)
- Amt XIII - Administration (Verwaltung)
- Amt XIV - Département dentaire (Zahnwesen)
- Amt XV - Ravitaillement (Versorgung)
- Amt XVI - Traitement médical (Ärztliche Behandlung)